# Harry von Craushaar
Harry Georg von Craushaar (* 10. Juli 1891 in Löbau; † 7. April 1970 in Hettenhain) war ein deutscher Jurist, SS-Brigadeführer und Verwaltungsbeamter.

## Leben
Er war ein Sohn des Löbauer Amtshauptmanns Georg von Craushaar und dessen Ehefrau Maria, geborene Thode. Seine Schullaufbahn beendete er 1910 am Gymnasium mit dem Abitur. Er absolvierte ein Studium der Rechtswissenschaften an den Universitäten Oxford, München, Freiburg, Kiel und Leipzig.
Craushaar nahm von 1914 bis 1918 im 1. Leib-Grenadier-Regiment Nr. 100 der Sächsischen Armee am Ersten Weltkrieg teil. Zuletzt war er Leutnant der Reserve und hatte für seine Leistungen neben beiden Klassen des Eisernen Kreuzes das Ritterkreuz II. Klasse des Albrechts-Ordens mit Schwertern erhalten.
Ab 1921 war er Gerichtsassessor in Bautzen. Ab 1925 war er Legationssekretär im sächsischen Ministerium für auswärtige Angelegenheiten und ab 1927 sächsischer Gesandter in Bayern, Württemberg, Baden und Hessen. Ab 1931 war er als Regierungsrat im sächsischen Innenministerium tätig. Im Jahr 1924 wurde er zum Dr. jur. promoviert.
Im September 1929 heiratete Craushaar Dorothea Gräfin zu Stolberg-Wernigerode (1905–2001), Tochter von Constantin zu Stolberg-Wernigerode. Aus der Ehe gingen fünf Kinder hervor, darunter der spätere Baurechtswissenschaftler Götz von Craushaar (1932–2023).
Craushaar stieg in der Schwarzen Reichswehr bis zum Leutnant auf. Er trat der NSDAP zum 1. Mai 1933 (Mitgliedsnummer 2.450.175) und im selben Monat der SA bei. Von der SA wechselte er im August 1939 zur SS (SS-Nummer 347.145). In der SS stieg Craushaar im November 1943 bis zum SS-Brigadeführer auf. Zunächst war Craushaar ab 1933 Amtshauptmann in Schwarzenberg. Im November 1938 wurde Craushaar zusätzlich stellvertretender Regierungspräsident in Aussig. Seine Funktion als Landrat in Scharzenberg ging im März 1939 an Gerhard Zesch über.
Nach Beginn des Zweiten Weltkrieges leitete Craushaar die Zivilverwaltung beim Armeeoberkommando 8 in Litzmannstadt (Lodsch) und war danach stellvertretender Verwaltungschef beim Militärbefehlshaber in Belgien. Von November 1943 bis Januar 1945 war er im deutsch besetzten Polen Hauptabteilungsleiter des Hauptamtes Verwaltung des sogenannten Generalgouvernements (GG). Zusätzlich bekleidete er ab Ende 1944 das Amt des Reichsverteidigungskommissars in Krakau.
Nach dem Rückzug der Wehrmacht desertierte Craushaar Ende Januar 1945 und versteckte sich mit seiner Familie in Schwarzenberg/Erzgeb. Vor dem Einmarsch der Sowjets setzte sich die Familie im Juni 1945 in den Westen ab. Craushaar stellte sich der amerikanischen Armee, wurde in Kornwestheim, Dachau und Darmstadt interniert und am 4. Mai 1948 entlassen. Nach Kriegsende wurde sein Gut Jauernick enteignet.
Ab 1955 war Craushaar als Geschäftsführer des Deutschen Familienverbandes tätig.